# Le Dragon de Limehouse
Le Dragon de Limehouse  est un livre-jeu écrit par Pierre et François Lejoyeux en 1987, et édité par Presses Pocket dans la collection Histoires à jouer : Sherlock Holmes, dont c'est le cinquième tome.